# 21543 Jessop
21543 Jessop è un asteroide della fascia principale. Scoperto nel 1998, presenta un'orbita caratterizzata da un semiasse maggiore pari a 3,2517278 UA e da un'eccentricità di 0,0440902, inclinata di 8,65910° rispetto all'eclittica.